# Winter-Paralympics 2022/Teilnehmer (Großbritannien)
| stlisierte Goldmedaille | stlisierte Silbermedaille | stlisierte Bronzemedaille |
| ----------------------- | ------------------------- | ------------------------- |
| 1                       | 1                         | 4                         |

Großbritannien nahm an den Winter-Paralympics 2022 in Peking vom 4. bis 13. März 2022 teil. 25 Athletinnen und Athleten waren nominiert.

## Teilnehmer

### Rollstuhlcurling
| Wettbewerb      | Team |
| --------------- | --- |
| Athleten        | |
| Vorrunde        | Norwegen (5:7) Vereinigte Staaten (10:6) Schweiz (15:1) Slowakei (3:7) Estland (10:5) Schweden (4:6) Kanada (3:6) Südkorea (6:8) China (3:6) Lettland (8:4) |
| Halbfinale      | ausgeschieden |
| Spiel um Bronze | ausgeschieden |
| Finale          | ausgeschieden |
| Rang            | 7 |